# Esther Cañadas
Esther Cañadas (Albacete, 1 maart 1977) is een Spaans model en actrice.

## Biografie
Esther Cañadas groeide op in het Spaanse Alicante als dochter van Emilio Cañadas en Blanca Nieves. Ze heeft een oudere broer die verpleger is. Haar ouders gingen halverwege jaren negentig uit elkaar. Ze begon op veertienjarige leeftijd met het modellenwerk. Het worden van een model was nooit een droom van haar; zelf wilde ze altijd een privédetective worden. Nadat ze een modellenwedstrijd in Zuid-Afrika won op zestienjarige leeftijd, verhuisde ze naar Milaan. Enkele jaren later, ze was inmiddels negentien, ging ze naar New York waar ze op de catwalk mocht lopen voor Donna Karan. Ze ontmoette haar latere echtgenoot Mark Vanderloo tijdens een campagne van Donna Karan zes maanden later in 1997. Cañadas en Vanderloo werden dat jaar samen voor twee jaar gecontracteerd door Karans kledingmerk DKNY.
Cañadas heeft naast Donna Karan ook gelopen voor andere grote merken als Gucci, Dolce & Gabbana, Calvin Klein en Victoria's Secret.
Ze heeft ook in enkele films meegespeeld, zo speelde ze de rol van Anna Knudsen in The Thomas Crown Affair (1999).

## Filmografie
- The Thomas Crown Affair (1999)
- Enslavement: The True Story of Fanny Kemble (2000, TV)
- Torrente 2: Misión en Marbella (2001)
- Trileros (2003)

## Trivia
- Cañadas is twee keer kort getrouwd geweest: met model Mark Vanderloo (1999-2000) en met motorcoureur Sete Gibernau (2007-2008). In 2013 was ze kortstondig verloofd met hotelier en acteur Vikram Chatwal.[3][4]
- Ze adopteerde in 2004 met haar toenmalige vriend Gibernau een meisje uit India.